# Bristol & Avon Association Football League
Bristol & Avon Association Football League var en engelsk fotbollsliga baserad runt Bristol. Toppdivisionen låg på nivå 20 i det engelska ligasystemet. Detta gjorde den till en av de lägst placerade ligorna i England.
Ligan var en matarliga till Bristol & District Football League.
Ligan lades ned efter 2016/17 års säsong.

## Mäatare
| Säsong  | Premier Division         |
| ------- | ------------------------ |
| 2003/04 | C.T.K. Southside         |
| 2004/05 | Patchway United 'A'      |
| 2005/06 | Backwell United Colts FC |
| 2006/07 | Broadwalk                |
| 2007/08 | Eagle House Elite        |
| 2008/09 | Broadwalk Reserves       |
| 2009/10 | De-Veys Reserves         |
| 2010/11 | FC Bristol               |
| 2011/12 | AFC Hartcliffe           |
| 2012/13 |                          |